# Idiocera (Idiocera) theowaldi
Idiocera (Idiocera) theowaldi is een tweevleugelige uit de familie steltmuggen (Limoniidae). De soort komt voor in het Palearctisch gebied.